# Breitblättriger Hohlzahn
Der Breitblättrige Hohlzahn (Galeopsis ladanum) ist eine Pflanzenart aus der Gattung Hohlzahn (Galeopsis) in der Familie der Lippenblütler (Lamiaceae).
Andere Bezeichnungen sind oder waren Ackerhohlzahn, Ackerandorn, Ackerhanfnessle (Berner Oberland), rotes Alyssenkraut, brauner Andorn (Schlesien), Beschreikraut (Henneberg), Daun bzw. Daunle (Luzern), Klaffen (Berner Oberland), Kornluege (Luzern), Kornwirt, Kornwuth (Elsass), Luege (Luzern) und Zeisigkraut (Henneberg).

## Beschreibung
Der Breitblättrige Hohlzahn ist eine einjährige krautige Pflanze (Therophyt), die Wuchshöhen von meist 10 bis 40 (bis 80) cm erreicht. Sein aufrechter, verzweigter Stängel besitzt eine rückwärts anliegende flaumige Behaarung (Trichome) und oberwärts dunkelköpfigen Drüsen. Die gestielten Laubblätter sind 6 bis 16 mm breit und besitzen beidseits drei bis sieben grobe Zähne.

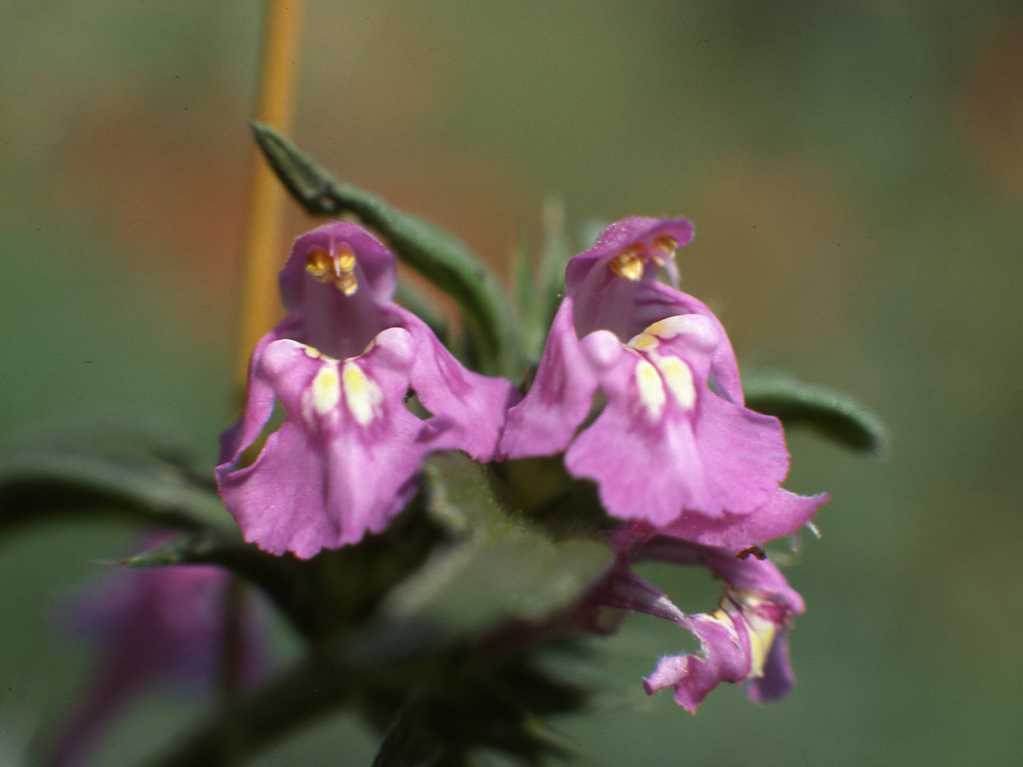
Zygomorphe Blüten

Die zwittrigen Blüten sind zygomorph und fünfzählig mit doppelter Blütenhülle. Die karminrote und 2 cm lange Blütenkrone ist doppelt so lang wie der Kelch. Die Kronröhre ragt wenig aus dem Kelch hervor. Die Kelchröhre ist deutlich genervt, locker abstehend und drüsig behaart. Die Kelchhaare sind glatt oder fein punktiert.
Die Blütezeit liegt zwischen Juni und Oktober.
Die Chromosomenzahl beträgt 2n = 16.

## Vorkommen
Der Breitblättrige Hohlzahn kommt im westlichen Eurasien vor und ist in Nordamerika eingeschleppt. In Europa liegt die Nordgrenze seines geschlossenen Areals in Südskandinavien bei etwa 62° nördlicher Breite, einzelne Vorkommen treten bis etwa 68° nördlicher Breite auf. Südwärts findet man ihn von den Pyrenäen (isolierte Vorkommen bis Südspanien) über Süditalien bis Bulgarien. Auf den Britischen Inseln ist er eingeschleppt.
Der Breitblättrige Hohlzahn braucht basischen Untergrund. Er besiedelt Steinschutthalden und Bahnschotter, seltener steinige Brachen. Im östlichen Teil des mitteleuropäischen Tieflands, in den Mittelgebirgen und alpinen Gebieten mit basischen Böden wächst er selten, aber zuweilen in lockeren Beständen. Er steigt in Tirol bis in Höhenlagen von etwa 1640 Meter auf, im Engadin im Val Languard bis 2300 Meter und im Kanton Wallis mehrfach bis 2400 Meter auf. Er ist eine Charakterart der Steinschutt- und Geröllgesellschaften (Thlaspietea rotundifolii).
Die ökologischen Zeigerwerte nach Landolt et al. 2010 sind in der Schweiz für Galeopsis ladanum subsp. ladanum: Feuchtezahl F = 2 (mäßig trocken), Lichtzahl L = 4 (hell), Reaktionszahl R = 3 (schwach sauer bis neutral), Temperaturzahl T = 2+ (unter-subalpin und ober-montan), Nährstoffzahl N = 3 (mäßig nährstoffarm bis mäßig nährstoffreich), Kontinentalitätszahl K = 4 (subkontinental).

## Systematik
Man kann bei dieser Art folgende Unterarten unterscheiden:
- Schmalblättriger Hohlzahn (Galeopsis ladanum subsp. angustifolia (Ehrh. ex Hoffm.) Gaudin; Syn.: Galeopsis angustifolia Ehrh. ex Hoffm.): Sie kommt in Europa und kam früher auch in Marokko vor.[6]
- Galeopsis ladanum subsp. carpetana (Willk.) O.Bolòs & Vigo: Sie kommt in Spanien vor.[6]
- Galeopsis ladanum subsp. ladanum: Sie kommt von Europa bis Zentralasien vor.[6]